# 그란 투리스모 (시리즈)
《그란 투리스모 시리즈》(일본어: グランツーリスモ, 이탈리아어: Gran Turismo)는 폴리포니 디지털이 만드는 레이싱 게임의 시리즈이다. 시리즈의 이름은 먼 거리를 달릴 수 있는 고성능 차량을 뜻하는 '그란 투리스모'에서 따 온 것으로, 시리즈 전체가 현실감 있는 레이싱에 중점을 맞추어 개발되었다. 소니 컴퓨터 엔터테인먼트에서 배급하며 플레이스테이션 시리즈 내에서만 작동이 된다.

## 시리즈 목록
- 정식 시리즈
  - 그란 투리스모 (플레이스테이션, 1997년)
  - 그란 투리스모 2 (플레이스테이션, 1999년)
  - 그란 투리스모 3 : A-Spec (플레이스테이션 2, 2001년)
  - 그란 투리스모 4 (플레이스테이션 2, 2005년)
  - 그란 투리스모 5 (플레이스테이션 3, 2010년)
  - 그란 투리스모 6 (플레이스테이션 3, 2013년 12월 5일)
  - 그란 투리스모 스포트 (플레이스테이션 4, 2017년 10월 17일)
  - 그란 투리스모 7 (플레이스테이션 5, 2022년 3월 4일)
- 프롤로그
  - 그란 투리스모 4 프롤로그 (플레이스테이션 2, 2003년)
  - 그란 투리스모 5 프롤로그 (플레이스테이션 3, 2007년)
- 정식 외 시리즈
  - 그란 투리스모 컨셉 : 2001 도쿄 (플레이스테이션 2, 2002년)
  - 그란 투리스모 컨셉 : 2002 도쿄-서울 (플레이스테이션 2, 2002년)
  - 그란 투리스모 컨셉 : 2002 도쿄-제네바 (플레이스테이션 2, 2002년)
  - 그란 투리스모 4 온라인 (테스트용, 플레이스테이션 2, 2006년)
  - 그란 투리스모 HD 컨셉 (플레이스테이션 3, 2006년)
  - 그란 투리스모 (플레이스테이션 포터블, 2009년 10월 1일)

## 영화
소니는 소셜 네트워크의 마이클 데루카, 데이너 브루네티와 함께 "그란 투리스모"라는 제목의 라이브 액션 영화를 제작하고 있다. 존과 에릭 호버는 이 영화의 시나리오를 작성하게 된다.
| 게임                                    | 게임랭킹스 | 메타크리틱 |
| --------------------------------------- | ---------- | ---------- |
| Gran Turismo                            | 94.95%     | 96         |
| Gran Turismo 2                          | 92.42%     | 93         |
| Gran Turismo 3: A-Spec                  | 94.54%     | 95         |
| Gran Turismo Concept: 2001 Tokyo        | 77.00%     | –          |
| Gran Turismo Concept: 2002 Tokyo-Geneva | 75.71%     | –          |
| Gran Turismo 4 Prologue                 | 68.83%     | –          |
| Gran Turismo 4                          | 89.53%     | 89         |
| Gran Turismo HD Concept                 | 85.00%     | 82         |
| Gran Turismo 5 Prologue                 | 79.79%     | 80         |
| Gran Turismo (PSP)                      | 74.63%     | 74         |
| Gran Turismo 5                          | 84.33%     | 84         |
| Gran Turismo 6                          | 81.73%     | 81         |